# 卡瓦纳克
卡瓦纳克（法語：Cavanac，法語發音：[kavanak] ⓘ）是法国奥德省的一个市镇，属于卡尔卡松区。

## 地理
卡瓦纳克（43°10'6"N, 2°19'36"E）面积8.96 平方千米，位于法国奧克西塔尼大區奥德省，该省份为法国南部沿海省份，北起塔恩省，西北接上加龙省，西接阿列日省，南至东比利牛斯省，东临地中海，东北与埃罗省接壤。
与卡瓦纳克接壤的市镇（或旧市镇、城区）包括：卡尔卡松、卡济亚克、库富朗斯、勒克、帕拉雅、维勒弗卢尔。

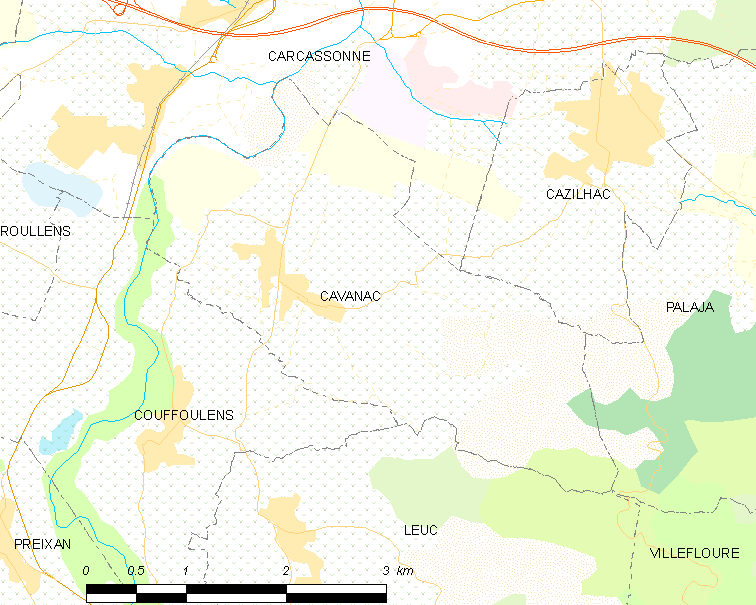
卡瓦纳克的OSM定位图

卡瓦纳克的时区为UTC+01:00、UTC+02:00（夏令时）。

## 行政
卡瓦纳克的邮政编码为11570，INSEE市镇编码为11085。

## 政治
卡瓦纳克所属的省级选区为卡尔卡松第二县。

## 人口

1962-2008年间卡瓦纳克人口变化图示

卡瓦纳克于2022年1月1日时的人口数量为1012人。